# Adonisea villosa
Adonisea villosa är en fjärilsart som beskrevs av Augustus Radcliffe Grote 1864. Adonisea villosa ingår i släktet Adonisea och familjen nattflyn. Inga underarter finns listade i Catalogue of Life.